# بطولة أم المعارك 1991
بطولة أم المعارك 1991 هي بطولة كرة قدم نظمها اتحاد كرة القدم العراقي في فترة ما بين 2-أيلول إلى 13-أيلول 1991 بمشاركة الفرق الستة التي تحمل المراكز الستة الأولى في بطولة دوري أندية العراق 1990/1991.
بدأت بطولة النخبة لكرة القدم عام 1991 وبمشاركة فرق النخبة في العراق تحت مسمى بطولة أم المعارك وتغير المسمى فيما بعد إلى بطولة بغداد، وكان صاحب فكرة تأسيس هذه البطولة هو نادي الطلبة، وكانت البطولة تضم الفرق التي تحتل المراكز من الأول حتى السادس في الدوري قبل أن ترتفع الفرق إلى ثمان فرق فيما بعد. وقد نالت هذه البطولة اهتمامًا إعلاميًّا مرئيًّا ومسموعًا ومقروءًا منقطع النظير، كما كانت البطولة تحضى باهتمام جماهيري كبير حيث كان ملعب الشعب مسرحا لمباريات تلك البطولة والتي كانت فيه المدرجات تمتلأ عن آخرها في مشهد رائع وعرس كروي جميل.
انطلقت النسخة الأولى لبطولة ام المعارك عام 1991 للفرق الأولى في مسابقه الدوري للموسم الكروي 1990-1991 , حيث شاركت هذه البطولة ستة فرق وهي كلا من (القوة الجوية) بطل الدوري و (الزوراء) الوصيف و (الكرخ) صاحب المركز الثالث و (الطلبة) صاحب المركز الرابع و (الشرطة) صاحب المركز الخامس و (النجف) صاحب المركز السادس وتم توزيع الفرق حسب ترتيبها في بطوله الدوري، حيث ضمت المجموعة الأولى كلا من بطل الدوري (القوة الجوية) بالإضافة إلى صاحب المركز الرابع (الطلبة) وصاحب المركز الخامس (الشرطة)، اما المجموعة الثانية فقد ضمت وصيف بطل الدوري (الزوراء) وصاحب المركز الثالث (الكرخ) وصاحب المركز السادس (النجف).
افتتحت البطولة يوم 2 ايلول 1991 حيث التقى في لقاء الافتتاح فريقا الطلبة والشرطة ضمن مباريات المجموعة الأولى، وكانت مباراة متوسطه الاداء لم يظهر فيها فريق الشرطة بمستواه المتوقع رغم ان الطلبة هو الآخر لم يكن بأفضل حالا من خصمه الا انه كان الطرف الأفضل والأكثر خطورة على مرمى خصمه واستطاع ان ينهي المباراة لصالحه بهدف وحيد جاء عن طريق لاعبه (مظفر جبار) عن طريق ركله جزاء جاءت في الدقيقة 42 من الشوط الأول.
وفي اليوم الثاني للبطولة 3 ايلول 1991 التقى وضمن مباريات المجموعة الثانية للبطولة فريقا الزوراء والكرخ، وجاءت المباراة جيده من كلا الطرفين بصوره عامه ولم يستطع هجوم فريق الكرخ من تسجيل أي هدف رغم الكم الهائل من الفرص التي لاحت امام لاعبيه وبالذات مهاجمه (احمد دحام)، وفي المقابل كان الزوراء الطرف الأفضل ونجح في تشكيل خطورة مستمرة على مرمى خصمه توجها لاعبه المميز (ليث حسين) بتسجيله هدف اللقاء الأول، وفي الشوط الثاني استمر الحال على ما هو عليه رغم السيطرة التي فرضها فريق الكرخ في الدقائق الاخيرة للقاء في محاولة منه لتسجيل هدف التعادل لكنه فشل في ذلك بعد ان نجح الزوراء بالحفاظ على النتيجة
حتى النهاية.
وبتاريخ 4 ايلول 1991 التقى فريقا الشرطة والقوة الجوية في ثاني لقاءات المجموعة الأولى، وفي هذا اللقاء فشل فريق الشرطة وللمرة الثانية في تقديم العروض المنتظرة منه فخرج خاسرا امام ضيفه القوي (القوة الجوية) بهدفين دون مقابل ليودع البطولة مبكرا بعد عروض مخيبة وخسارتين متتاليتين وضعت أكثر من علامة استفهام في مخيلة محبيه.
وفي اليوم الرابع للبطولة 5 ايلول 1991 التقى فريقا النجف والكرخ في المباراة الثانية ضمن مباريات المجموعة الثانية، وجاءت المباراة قوية جدا من قبل الطرفين لا سيما من جانب فريق النجف الذي تسيد اجواء اللقاء في شوطه الأول بقوة ونجح في افتتاح التسجيل عند الدقيقة 13 بواسطة لاعبه الدولي (حيدر نجم)، ولكن فريق النجف لم يفلح فيما بعد بمجاراة خصمه فريق الكرخ الذي شن هجوما قويا وأضاع عدة فرص سهلة للتسجيل حتى جاءت الدقيقة 25 والتي سجل فيها لاعبه (احمد دحام) هدف التعادل تبعه عند الدقيقة 37 زميله المخضرم (كريم محمد علاوي) بتسجيله ثاني اهداف فريقه الذي أنهى عليه نتيجة الشوط الأول.
```
وفي الشوط الثاني توقع الجميع ان يندفع النجف إلى الهجوم لتحقيق التعادل الا ان الكرخ فرض سيطرته المطلقة على اجواء المباراة ونجح في إضافة هدفين آخرين عند الدقيقة 67 بواسطة لاعبه (علي عبد الكاظم) وعند الدقيقة 82 بواسطة لاعبه (مظهر خلف) لتنتهي المباراة بفوز كبير لفريق الكرخ وبأربعة اهداف مقابل هدف واحد.
```

اليوم الخامس للبطولة شهد أقوى اللقاءات على الإطلاق وأكثرها جماهيرية حيث التقى الفريقان الكبيران القوة الجوية والطلبة بتاريخ 6 ايلول 1991 , وكان كلا الفريقين قد نجح في الفوز على فريق (الشرطة) فكان الصراع بينهما محتدما لانتزاع الصدارة، وقد حاول الطلبة التسجيل مبكراً ولكن هجماته اصطدت بدفاع جوي صلب جدا، واستمر الضغط الطلابي لاغلب فترات الشوط الأول من دون ان يشهد هذا الشوط تسجيل أي هدف لكلا الفريقين لينتهي الشوط الأول بالتعادل بدون اهداف.
```
وفي الشوط الثاني تبادل الفريقين العديد من الهجمات ولكن دون جدوى حتى وصلت المباراة إلى أنفاسها الاخيرة، وبعد ان ظن الجميع ان حكم اللقاء سوف يطلق صافرة النهائية باغت القناص (حازم ياسر) الجميع ونجح في تسجيل هدف القوة الجوية الوحيد في الدقيقة الثانية من الوقت بدل الضائع ليخرج القوة الجوية فائزا بهدف واحد دون مقابل وضعه في صدارة فرق المجموعة الأولى.
```

اخر مباريات المجموعة الثانية والدور الأول عموما كانت بين الزوراء والنجف والتي جرت بتاريخ 7 ايلول 1991 والتي جاءت من طرف واحد على الإطلاق بعد ان نجح الزوراء في فرض هيمنته المطلقة على أجواءها منذ الدقائق الأولى وحتى صافرة النهائية فنجح في تسجيل هدفين في الشوط الأول جاء الأول منها في الدقيقة 28 بواسطة النجم الكبير (ليث حسين) فيما أضاف زميله القناص (كريم صدام) الهدف الثاني في الدقيقة 43 لينتهي الشوط الأول زورائيا بهدفين دون مقابل.
```
وفي الشوط الثاني واصل الزوراء على نفس المنوال ولم يتح المجال امام خصمه للمبادرة إلى الهجوم بعد ان فرض طوقا دفاعيا محكما بالإضافة إلى قوة هجومية بارزة نجحت في تسجيل هدفين أيضا خلال هذا الشوط جاء الأول منها في الدقيقة 55 بواسطة نجم اللقاء الأول (ليث حسين) قبل ان يختتم زميله (محمد جاسم) اهداف اللقاء عند الدقيقة 64 بتسجيله رابع اهداف اللقاء والذي انتهت عليه النتيجة بفوز الزوراء باربعة اهداف دون مقابل وصدارته فرق المجموعة وترشحه للدور الثاني. وبعد يوم واحد فقط من الراحة عادت البطولة للانطلاق يوم 9 ايلول 1991 في أول لقاءات الدور نصف النهائي حيث التقى فريقا القوة الجوية متصدر المجموعة الأولى مع الكرخ وصيف المجموعة الثانية، وبعد مباراة قوية في شوطها الأول كانت الافضلية في بعض دقائقها تميل لصالح الفريق الأصفر (الكرخ) الذي نجح لاعبيه (كريم محمد علاوي) و (احمد دحام) في تشكيل بعض الخطورة على مرمى القوة الجوية وبعد ان فشل كلا الفريقين في طرق مرمى خصمه انتهى هذا الشوط بالتعادل بدون اهداف.
وفي الشوط الثاني تغير الحال تماما حيث نجح المدافع راضي شنيشل في تسجيل أول اهداف اللقاء في الدقيقة 48 من ضربه جزاء صحيحة منحها حكم اللقاء، ولم يكد الكرخ يفق من صدمة الهدف الأول الذي جاء مغايرا لأجواء اللقاء وبعد 10 دقائق فقط أضاف اللاعب المبدع (
أكرم عمانوئيل
) هدف اللقاء الثاني الذي أوقف طموح الكرخ في معادلة النتيجة، لتنتهي المباراة بفوز القوة الجوية بهدفين دون مقابل وانتقاله إلى المباراة النهائية للبطولة.
```

وفي المباراة الثانية للدور نصف النهائي للبطولة التقى يوم 10 ايلول 1991 فريقا الزوراء والطلبة في واحدة من أجمل مباريات البطولة والتي ابتدأها الزورائيون بقوة عند الدقيقة الخامسة بتسجيلهم الهدف الأول في اللقاء بواسطة اللاعب (محمد جاسم) وكانت الدقائق المتبقية من هذا الشوط عبارة عن هجوم قوي من قبل كلا الطرفين اللذان أمتعا الجمهور الحاضر رغم فشلهما في التسجيل رغم الكم الكبير من الفرص التي لاحت امام لاعبي كلا الفريقين، وفي الشوط الثاني لم يتغير الحال كثيرا رغم سيل الفرص التي لاحت امام الطلاب الا ان الزوراء نجح في الحفاظ على النتيجة حتى النهاية ليفوز في اللقاء بهدف واحد دون مقابل كان كافيا لانتقاله إلى المباراة النهائية للبطولة فيما ذهب الطلاب لأداء مباراة تحديد المركزين الثالث والرابع بمواجهة الكرخ المثابر.
وبعد يوم واحد من الاستراحة كان ملعب الشعب مسرحا لمباراة تحديد المركزين الثالث والرابع في البطولة بين فريقي الطلبة والكرخ في اللقاء الذي جرى بتاريخ 12 ايلول 1991 , وجاء الشوط الأول من اللقاء هادئا نسبيا وسط عدم رغبة كلا الطرفين في المبادرة إلى الهجوم فجاء الشوط الأول سلبيا في الاداء والنتيجة، ولكن واقع اللقاء انقلب تماما في الشوط الثاني عندما نجح الطلبة في التقدم عن طريق لاعبه المخضرم (علي حسين) عند الدقيقة 56 ليتغير واقع المباراة تماما بعد ان نجح الكرخ في العودة إلى اجواء اللقاء بقوة محاولا تعديل النتيجة حتى تحقق له ذلك عند الدقيقة 71 عن طريق اللاعب (حكمت علي).
```
وشن الطلبة بعد الهدف العديد من الهجمات ولكن دون جدوى، فيما اعتمد الكرخ على الهجمات المرتدة التي لم تشكل أي خطورة على مرمى الطلبة في الوقت المتبقي حتى أطلق الحكم صافرة نهاية المباراة، لتذهب المباراة بعدها إلى الأشواط الاضافيه والتي نجح فيها فريق الكرخ في تسجيل هدفه الثاني بواسطة لاعبه البديل (هيثم متعب) عند الدقيقة 94 واستطاع فريق الكرخ المحافظة على النتيجة حتى الدقيقة 119 والتي شهدت تسجيل الطلبة لهدف التعادل الثاني بواسطة لاعبه مهدي كاظم لتنتهي المباراة بتعادل الفريقين بهدفين لكلا منهما ليتم اللجوء إلى ضربات الترجيح والتي استطاع الطلبة حسمها لصالح بأربعة اهداف مقابل ثلاثة وليحرز المركز الثالث في البطولة.
```

المباراة النهائية لإحراز درع البطولة جرت يوم 13 ايلول 1991 بين قطبي الكرة العراقية القوة الجوية والزوراء وبحضور جماهيري كبير للغاية، وجاءت المباراة كبيرة جداً من الطرفين وبمستوى طموح وتوقع الجماهير الحاضرة للقاء مع افضلية لفريق القوة الجوية طيلة أوقات المباراة، ورغم كل هذه الافضلية الا ان الزوراء نجح في التقدم اولا في الدقيقة 18 بواسطة لاعبه (كريم صدام) الذي نجح في تسجيل أول اهداف اللقاء، وعبثا حاول لاعبو القوة الجوية في محاولاتهم لإدراك التعادل لينتهي الشوط الأول زورائيا بهدف واحد دون مقابل.
```
وفي الشوط الثاني واصل الجويون هجومهم بضراوة وسط استماتة لاعبي الزوراء في المحافظة على هدف التقدم وعند الدقيقة 81 وبينما كانت المباراة تسير إلى نهائيتها حدث ما لم يكن بالحسبان حينما منح حكم اللقاء ضربة جزاء لصالح فريق القوة الجوية سجل منها المدافع الدولي (سعد عبد الحميد) هدف التعادل، لتنتهي المباراة بتعادل الفريقين بهدف واحد لكلا منهما، ليتم اللجوء إلى الاوقات الإضافية، وفي الدقيقة الأولى من الشوط الإضافي الأول نجح النجم المميز (ليث حسين) بتسجيل هدف الزوراء الثاني وهدفه الرابع في البطولة ليتصدر قائمة الهدافين وليتقدم الزوراء من جديد بهدفين مقابل هدف واحد، ولم تمر سوى دقيقة واحدة حينما نجح احمد راضي في الدقيقة 91 من تسجيل هدف الزوراء الثالث الذي اشعل المدرجات هتافا وتشجيعا ولم يكن أحدا ممن حضر اللقاء مصدقا ما حدث من سيناريو غريب وعجيب، فتقدم الزوراء مبكرا وبثلاثة اهداف مقابل هدف واحد واستطاع الصمود بالنتيجة حتى النهائية ليفوز باللقاء وليحرز لقب البطولة الأولى وسط فرحة جمهوره الذي رقص وغنى حتى ساعات متأخرة من ليلة اللقاء.
```

## الفرق المشاركة

### المجموعة الأولى
| التسلسل | النادي       |
| 1       | الطلبة       |
| 2       | القوة الجوية |
| 3       | الشرطة       |

### المجموعة الثانية
| التسلسل | النادي  |
| 1       | الزوراء |
| 2       | الكرخ   |
| 3       | النجف   |

## النهائي
اقيمت مباراة نهائي البطولة يوم 13 ايلول 1991 بين فريقي القوة الجوية والزوراء على ملعب الشعب الدولي
| الزوراء                             | 1-3 | القوة الجوية    |
| ----------------------------------- | --- | --------------- |
| كريم صدام' · ليث حسين' · احمد راضي' |     | سعد عبد الحميد' |